# Aldo Parecchini
Aldo Parecchini (Nave, 21 dicembre 1950) è un ex ciclista su strada italiano.
Professionista dal 1973 al 1980, vinse una tappa al Tour de France 1976 al termine di una fuga solitaria di quasi 200 km.

## Palmarès
- 1976

6ª tappa Tour de France (Bastogne (BEL) > Nancy
- 1977

Criterium di Pietra Ligure
- 1978

2ª tappa Giro di Puglia